# 名和又八郎
名和 又八郎（なわ またはちろう、文久3年12月22日（1864年1月30日） -  昭和3年（1928年）1月12日）は、日本の海軍軍人。最終階級は海軍大将従二位勲一等功四級。号は若舟。名和氏の代表的な家紋の帆掛船。

## 経歴
小浜藩士、武久久三の子として東京で生まれ、同藩の名和荘山の養子となる。明治16年（1883年）、海軍兵学校（10期生）を卒業し、同19年（1886年）に少尉任官。「筑波」分隊長、防護巡洋艦「浪速」分隊長、「海門」分隊長を歴任、日清戦争時は「松島」分隊長であった。さらに海軍兵学校教官、「金剛」副長などを経て、明治32年（1899年）、海軍省副官兼海相秘書官となり山本権兵衛大臣に仕えた。
明治33年（1900年）、「初瀬」副長に任命され、イギリスに出張し同艦を回航。その後、舞鶴鎮守府参謀、人事局第2課長、「出雲」艦長、「厳島」艦長、「生駒」艦長、軍令部参謀（第4班長）などを歴任し、明治41年（1908年）、海軍少将に進級。さらに、呉鎮守府参謀長、第3艦隊司令官、将官会議議員、海軍教育本部長、第2艦隊司令長官、舞鶴鎮守府司令長官、横須賀鎮守府司令長官を歴任し、大正7年（1918年）に海軍大将、同9年（1920年）に軍事参議官となり、同12年（1923年）に予備役に編入された。
1928年（昭和3年）1月12日薨去。享年66歳。墓所は新宿区若松町の宝祥寺。当寺は、名和の実家である武久家を始めとした小浜藩家臣の菩提寺となっている。

## 栄典・授章・授賞
位階
- 1886年（明治19年）7月8日 - 正八位[1]
- 1891年（明治24年）12月16日 - 従七位[2]
- 1897年（明治30年）3月1日 - 従六位[3]
- 1898年（明治31年）10月31日 - 正六位[4]
- 1903年（明治36年）12月19日 - 従五位[5]
- 1908年（明治41年）12月11日 - 正五位[6]
- 1912年（大正元年）12月28日 - 従四位[7]
- 1915年（大正4年）3月1日 - 正四位[8]
- 1918年（大正7年）3月20日 - 従三位[9]
- 1921年（大正10年）4月20日 - 正三位[10]
- 1923年（大正12年）4月30日 - 従二位[11]

勲章等
- 1894年（明治27年）11月24日 - 勲六等瑞宝章[12]
- 1895年（明治28年）11月18日 - 単光旭日章・功五級金鵄勲章[13]・明治二十七八年従軍記章[14]
- 1899年（明治32年）5月9日 - 勲五等瑞宝章[15]
- 1901年（明治34年）12月28日 - 勲四等瑞宝章[16]
- 1902年（明治35年）5月10日 - 明治三十三年従軍記章[17]
- 1906年（明治39年）4月1日 - 功四級金鵄勲章・勲三等旭日中綬章・明治三十七八年従軍記章[18]
- 1913年（大正2年）11月28日 - 勲二等瑞宝章[19]
- 1915年（大正4年）
  - 11月7日 - 勲一等瑞宝章・大正三四年従軍記章[20]
  - 11月10日 - 大礼記念章[21]
- 1920年（大正9年）11月1日 - 旭日大綬章・大正三年乃至九年戦役従軍記章[22]

## 親族
- 妻 名和さと（瀧川具和海軍少将の妹）
- 長男 名和武（海軍技術中将）

## 若狭国出身の海軍将官
- 大将 - 名和又八郎
- 中将 - 渋谷隆太郎（艦政本部長）、江戸兵太郎（第三十一戦隊司令官、戦死）、名和武（技術本部第三部長）
- 少将 - 下坊定吉、倉賀野明、槽谷宗一、新田重治、成田二郎